# Франческо Скуарчоне
Франческо Скуарчоне (на италиански: Francesco Squarcione; * ок. 1397 в Падуа; † ок. 1468 в Падуа) е италиански рененсансов художник от Падуа.
Той е документиран за годините 1419 и 1423 като шивач. Едва през 1429 г. е споменат като художник. Работи в Падуа, където има работилница и сбирка от гипсови отпечатъци на древни произведения и картини от ходожници. Най-значимият му ученик и осиновен син е Андреа Мантеня, който работи в работилницата му от 1441 до 1448 г. Друг значим негов ученик е Козимо Тура.